# Disphragis virgea
Disphragis virgea är en fjärilsart som beskrevs av William Schaus 1892. Disphragis virgea ingår i släktet Disphragis och familjen tandspinnare. Inga underarter finns listade i Catalogue of Life.